# Mormodes luxata
Mormodes luxata Lindl. 1842 es una especie epífita de la familia de las orquidáceas.

## Distribución y hábitat
Que sólo se encuentra en la ladera del Pacífico en los estados de Sinaloa, Durango, Nayarit, Jalisco, Colima y Michoacán de México en los grandes robles y en los bosques de pino y encino en elevaciones de 1400 a 2100 m s. n. m.

## Descripción
Es una orquídea de medio tamaño que prefiere el clima cálido a fresco, epífito con pseudobulbo con una hoja y una inflorescencialateral de 25 a 40 cm de largo, con 20 a 40 flores de 5 cm de longitud en racimo.

## Sinonimia
- Mormodes williamsii G.Nicholson (1886).[1][2]